# شبان (پیشوای روحانی)

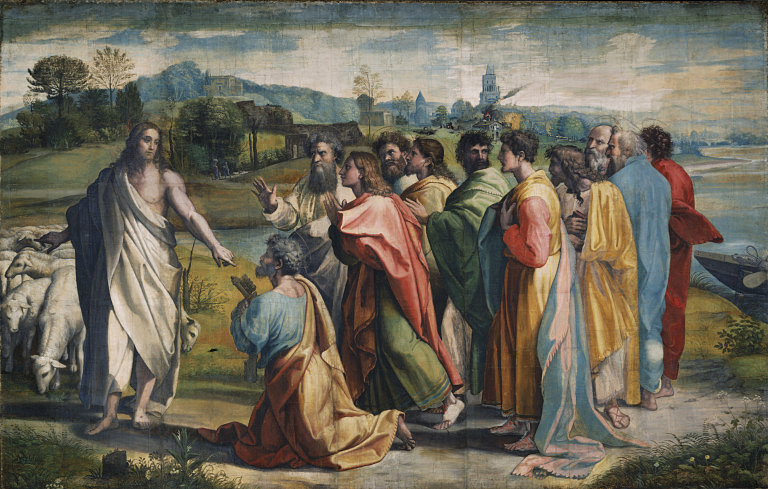
مسیح، پطروس را به مقام شبان تعیین می‌کند. تابلوی نقاشی اثر رافائل ۱۵۱۵

شبان یا پاستور (به انگلیسی: Pastor) (به اختصار Pr یا Ptr مفرد یا Ps جمع)، رهبر یک جامعه مسیحی (فارغ از تعداد کم یا زیاد) است که به آن‌ها مشاوره دینی و اجتماعی می‌دهد.
در پروتستانیسم، یک شبان می‌تواند با حکم رسمی منصوب شود اگرچه این روند هرگز حالت قانونی ندارد تا جایی که حتی یک شخص غیر روحانی نیز ممکن است در این مقام خدمت کند. در کلیسای کاتولیک و کلیسای ارتدکس، یک کشیش همیشه به عنوان یک مقام روحانی دارای حکم و در نتیجه یک کشیش منصوب است.
شبان باید مانند چوپان رفتار کند و مراقبت از گله (جامعه) مهمترین وظیفه اوست. ضمن اینکه این مراقبت شامل آموزش است. در عهد جدید بخش دوم کتاب مقدس مسیحی به‌طور معمول از کلمات اسقف (Bishop) و کشیش سرپرست کلیسا (Presbyter) برای نشان دادن رهبری مقرر در اوایل مسیحیت استفاده شده‌است. از این منظر، پیتر مقدس به این بندگان خاص دستور می‌دهد که مانند چوپانان رفتار کنند و آنها بر گله خدا نظارت می‌کنند با این حال، بین شاخه‌های مسیحیت در مورد وجود دو مرتبه (کشیش سرپرست کلیسا و شماس) یا سه مرتبه (اسقف، کشیش و شماس) اختلاف وجود دارد. در کلیسای کاتولیک، کلیسای ارتدکس و کلیسای ارتدوکس شرقی اسقف، کشیش و شماس کسانی هستند که به تبار رسول مرتبط شده‌اند. در مقابل، در اکثر فرقه‌های پروتستان برای اسقف آموزه جانشینی پطر رسول رد شده‌است.
به هر روی این اصطلاحات حضور یک رهبر (اسقف) را توصیف می‌کند، کسی که مراقب نیازهای معنوی همه اعضای جامعه (حتی یک کشیش) است. فرد باید از شرایط کتاب مقدس برخوردار باشد. در اوایل مرتبه روحانی در کلیسا، فقط شامل یک پیشوای مرد بود. اما در بسیاری از فرقه‌های پروتستان در طی قرن ۱۹ و ۲۰ به زنان نیز این توانایی داده شد که مدیر یا کشیش سرپرست کلیسا یا صومعه باشند.
در معنای واقعی، کلمه و واژه پاستور (pastor) به معنی شبان و چوبان از زبان لاتین وام گرفته شده و این اصطلاح ممکن است به اختصار Pr یا Ptr به گونه مفرد یا Ps به صورت جمع مورد استفاده باشد.

## استفاده در عصر حاضر
- کلیسای کاتولیک

در ایالات متحده، اصطلاح شبان توسط کاتولیک‌ها مانند سایر کشورهای انگلیسی‌زبان، کشیش کلیسا (parish priest) نامیده می‌شود. اصطلاح لاتین استفاده شده در قانون واژه اسقف حوزه است. کشیش کلیسا یک روحانی واجد شرایط است. وی مراقبت‌های دینی از جامعه‌ای را که تحت اختیار اسقف حوزوی بوده و به وی سپرده شده‌است، تحت عنوان خدمت به مسیح، انجام می‌دهد و بر سایر خدمتگزاران کشیش و شماس نظارت داشته و مدیر کلیسا محسوب می‌شود.
- لوتریانیسم

تقریباً همه کلیساهای لوتری به استثنای کلیسای لوتری سوئد پیشوای روحانی را شبان خطاب نمی‌کنند. در برخی از آنها، مانند کلیسای انجیلی لوتران فنلاند و کلیساهای اصلی لوتران نروژ و دانمارک، اصطلاح کشیش سرپرست کلیسا presbyters را به کار می‌گیرند. متداول‌ترین اصطلاحی که برای همه روحانیون پروتستان به کار می‌رود کاهِن یا مِنِستر است.
- باپتیست

اصطلاح شبان، در اکثر کلیساهای باپتیست، یکی از دو پیشوای روحانی در کلیسا است، دیگری شماس بوده و مترادف با پیر است. در کلیساهای بزرگتر با تعداد زیادی پیرو، کشیش ارشد معمولاً به شخصی گفته می‌شود که دارای کرسی خطابه و وعظ است.
- انگلیکانیسم

شبان مترادف کشیش سرپرست کلیسا (presbyters) درکلیسای انگلستان بوده و همچنبن کشیش خوانده می‌شوند پیروان فرقه عشای آنگلیکان نیز اینگونه رفتار می‌کنند. اما این افراد دارای شرایطی خاص بوده و از از اسقف خود مجوز دارند.
- متدیسم

مذهب مسیحی در متدیسم عمدتاً از واژه شماس یا پیر استفاده می‌کند. اگرچه هر یک از آنها بسته به کسوت می‌توانند از عنوان کشیش استفاده کنند. در این شاخه از عنوان شبان برای روحانیونی که دارای مجوز انتصاب برای خدمت به یک جماعت به عنوان کشیش یا کشیش سرپرست کلیسا هستند، استفاده می‌شود. اکثر این افراد اغلب به عنوان کشیشان محلی مجاز شناخته می‌شوند. البته این کشیشان ممکن است افراد عادی، دانشجویان علوم الهیات، یا فارغ التحصیلان آن باشند. اینگونه کشیش‌ها فقط در محیط کلیسا وظیفه روحانی دارند و خارج از آن نمی‌توانند هیچ وظیفه‌ای انجام دهند.
- کالوینیسم

استفاده از اصطلاح شبان برای اشاره به عنوان رایج پروتستان در دوران معاصر به دوران ژان کالوین و اولریش تسوینگلی مربوط می‌شود. به نظر می‌رسد که هر دو نفر این اصطلاح را دوباره جانشین واژه کشیش در کلیسای کاتولیک روم کرده‌اند. به هر روی بسته به وظایفی که برای یک شبان در کالوینیسم تعریف شده وی می‌تواند نقش رهبری یک کلیسا را به عهده بگیرد. این تعریف تقریباً مترادف با عنوان کشیش سرپرست کلیسا نیز در نظر گرفته می‌شود. در برخی دیگر از فرقه‌های ترمیم‌گرا مانند مریدان مسیح واژه شبان در جا می‌تواند به عنوان شماس یا کشیش تعبیر شود.

## نگارخانه

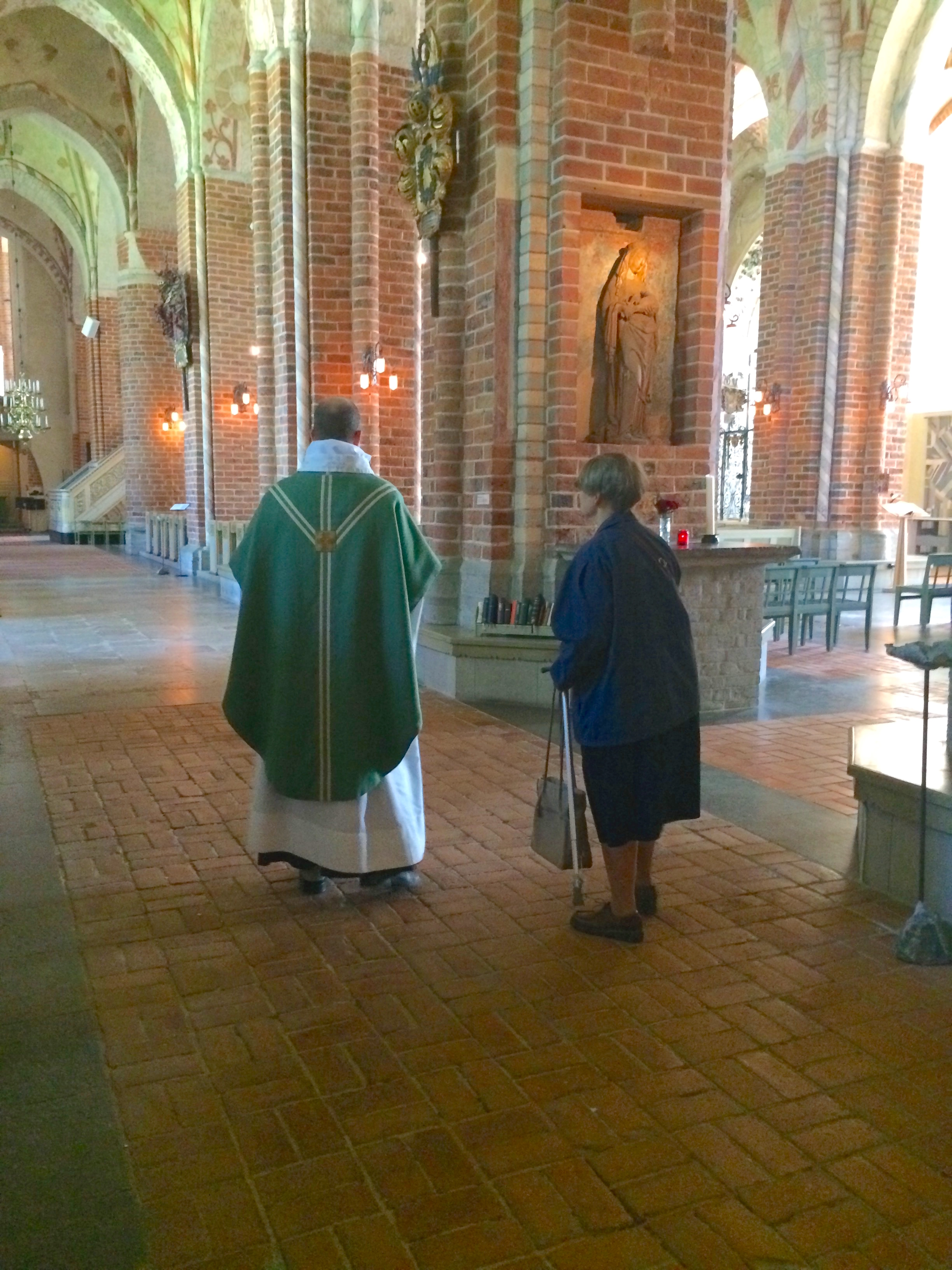
یک کشیش کلیسای لوتران سوئد در آئین عشای ربانی
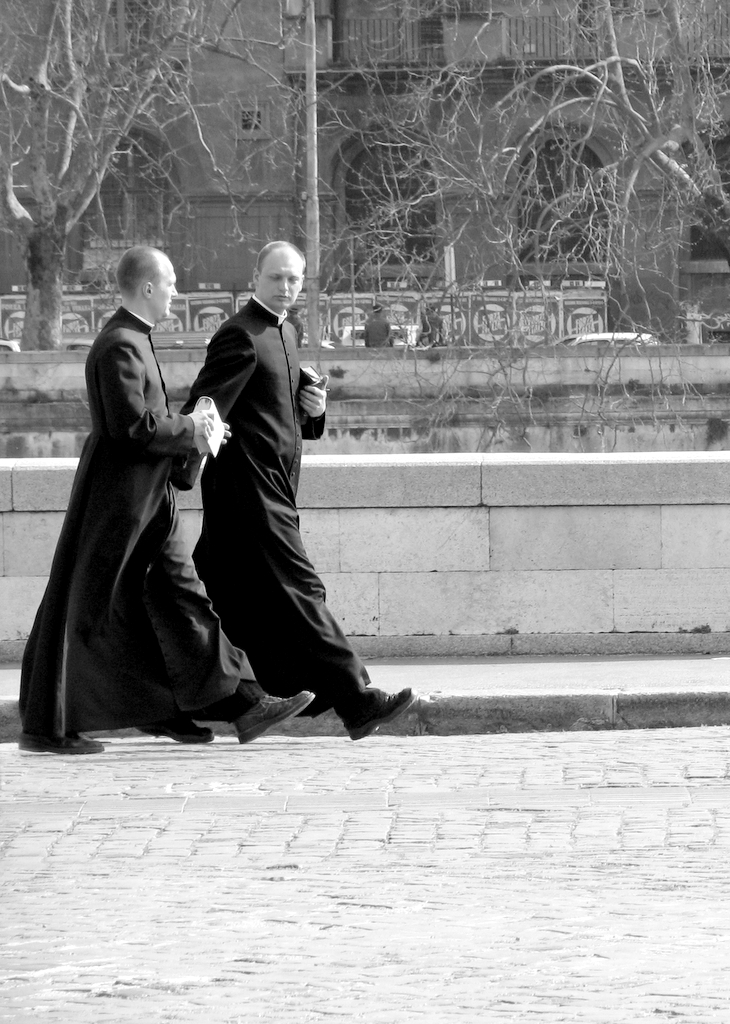
دو کشیش کلیسای کاتولیک در رم
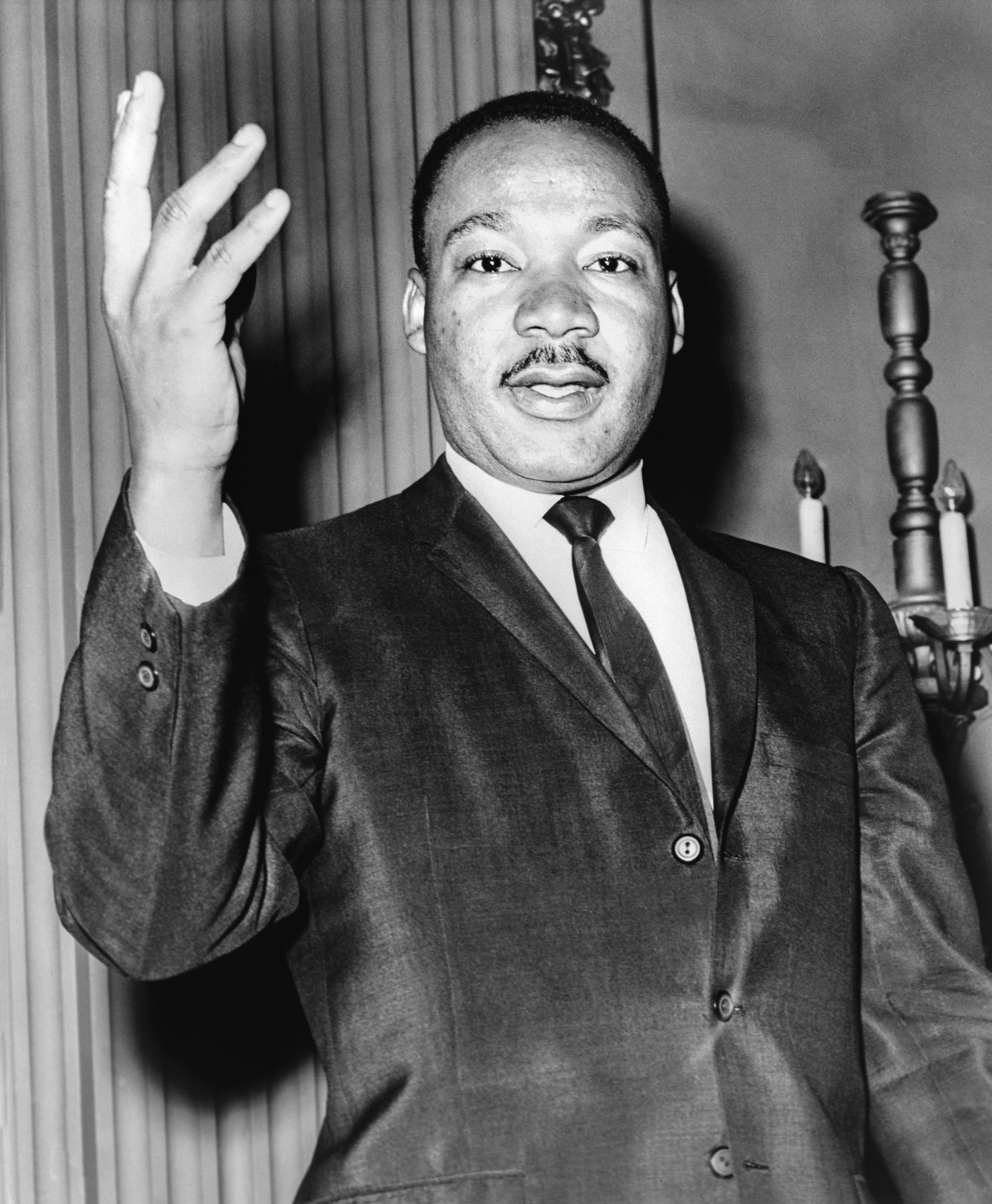
پاستور بابتیست مارتین لوتر کینگ جونیور